# Alan Blumlein

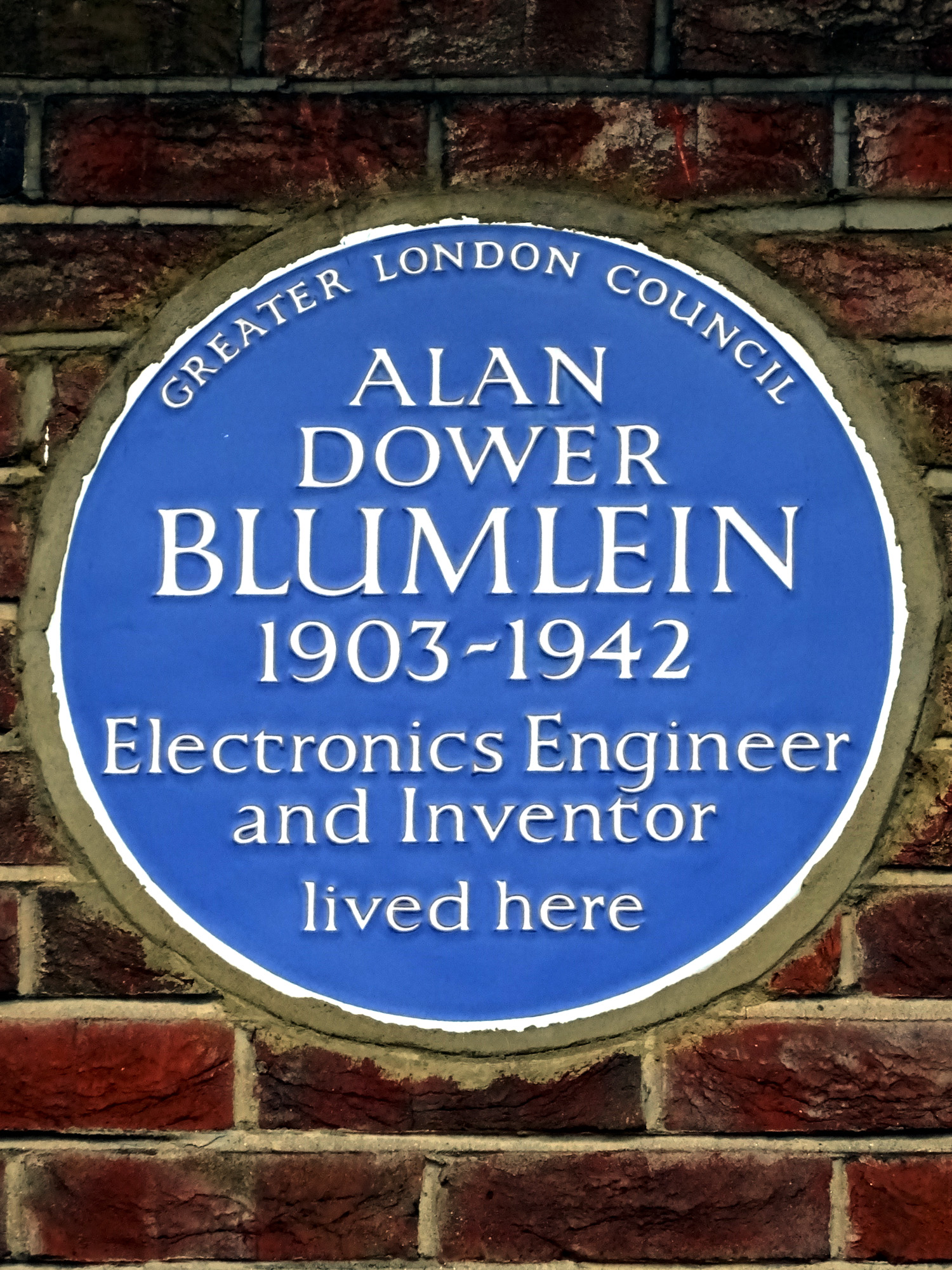
Blue Plaque

Alan Dower Blumlein (* 29. Juni 1903 in Hampstead (London), Vereinigtes Königreich; † 7. Juni 1942 in London) war ein britischer Elektroingenieur, der viele Erfindungen in der Nachrichtentechnik, in der Tonaufnahme, in der Stereofonie, der Schallplatte, beim Fernsehen und beim Radar machte. Er erlangte 128 Patente.

## Leben
Blumleins Berufswunsch scheint im Alter von sieben Jahren schon festgestanden zu haben, als er seine Mutter mit einer Rechnung für die Reparatur der Türklingel verblüffte, die unterzeichnet war mit „Alan Blumlein, Elektroingenieur“. Nachdem er an der Highgate-Schule 1921 eingeschrieben war, studierte er am City and Guilds College, das Teil des Imperial College war. Er erlangte ein „Governor’s scholarship“ und konnte gleich in das zweite Jahr des Kurses springen. Zwei Jahre später graduierte er mit „first class honours B.Sc.“ 
Die von Blumlein bereits um 1931 entwickelte, aber erst 1957 von der EMI vermarkteten Flankenschrift der Stereoschallplatte ermöglichte monokompatible Stereo-Aufzeichnungen. Die Schallinformation für den linken und rechten Kanal wird dabei in die 45°-Flanken der Rille eingeprägt. In der innenliegenden Flanke wird dabei der linke Kanal, in der außenliegenden Rillenflanke der rechte Kanal abgespeichert. Die Richtung der Auslenkung des Schneidstichels ist dabei so gewählt, dass ein Monosignal, das mit einem Stereoschneidkopf aufgezeichnet wird, eine Seitenschrift erzeugt. Hierdurch ist eine Abwärtskompatibilität zu Mono-Systemen gewährleistet. 
Aufgrund dieser Stereo-Schallplatten-Theorie wurde auch ein klassisches Stereo-Aufnahmeverfahren (Blumlein-Stereomikrofon und das Blumleinmikrofonverfahren) mit zwei gekreuzten Achtermikrofonen und einem Achsenwinkel von 90° entwickelt; eine bei Koinzidenzmikrofonen (kompakten Stereomikrofonen) beliebte Bauform.
Auch die bedeutsame Ultralinear-Schaltung von Röhrenendstufen in Röhrenverstärkern geht auf Blumleins Patent (UK patent number 496,883) aus dem Jahr 1938 zurück.
Eine weitere seiner Erfindungen war der nach ihm benannte Blumlein-Generator, ein elektrischer Impulsgenerator zur Erzeugung kurzer, leistungsstarker Impulse.
Blumlein starb am 7. Juni 1942 an Bord einer Handley Page Halifax, die während eines Fluges zur Erprobung des H2S-Radar abstürzte.